# Tammy Miller
Tammy Miller (21. lipnja 1967.) je bivša engleska igračica hokeja na travi.
Bila je članicom postave Uj. Kraljevstva koja je osvojila broncu na OI 1992. u Barceloni.

Pored 1992. u Barceloni, sudjelovala je i na OI 1996. u Atlanti.
1995. je izabrana za igračicu godine u Ujedinjenom Kraljevstvu.
Diplomanticom je matematičke statistike i operativnog istraživanja 1989. na sveučilištu u Exeteru.

## Vanjske poveznice
- Baza podataka s OI-ja
- England Hockey News Vijesti o hokeju na travi iz Engleske